# Kordaity
Kordaity, kordaitowe (Cordaitopsida) – klasa roślin kopalnych należących do typu (gromady) nagonasiennych. Rosły w karbonie i permie. 

## Charakterystyka
Były to duże drzewa (do 30 m wysokości) o bardzo dużych (do 1 m długości), lancetowatych liściach w kształcie jęzorów. Kwiaty zebrane były w kotkowate jednopłciowe kwiatostany. Prawdopodobnie w łagiewce pyłkowej wykształciły się gamety męskie, które były ruchome. Przypuszczalnie z nich wywodzą się szpilkowe. Przedstawiciel kordaitów to Eucordaites.

## Systematyka
- Rząd: Cordaitales, Cordaites
  - Rodzina: Cordaitaceae
  - Rodzina: Pityaceae
  - Rodzina: Poroxylaceae